# Потылицын, Алексей Лаврентьевич
Алексей Лаврентьевич Потылицын (1845—1905) — русский химик, ученик Д. И. Менделеева. В 1895—1900 годах — директор Института сельского хозяйства и лесоводства в Ново-Александрии.

## Биография
Родился 16 (28) марта 1845 года в Красноярске. Первоначальное образование получил в Иркутской военной гимназии, где по окончании курса в течение нескольких лет занимал должность учителя. В 1865 году поступил в Медико-хирургическую академию в Санкт-Петербурге.
Затем перешёл в Санкт-Петербургский университет на физико-математический факультет по отделению естественных наук. Окончив курс в 1872 году, первое время работал в лаборатории профессора Менделеева.
В 1873 году поступил на должность лаборанта в аналитическое отделение химической лаборатории. В 1880 году после защиты диссертации «О способах измерения химического сродства» получил степень магистра химии.
В следующем году занял кафедру химии в Ново-Александрийском институте сельского хозяйства и лесоводства, откуда перешёл в Варшавский университет на кафедру общей химии. В 1886 году, защитив диссертацию под заглавием: «О значении теплоты образования солей при двойных разложениях», получил степень доктора химии и в том же году утверждён в звании ординарного профессора. В 1895 году утверждён директором Ново-Александрийского института; занимал эту должность до 1900 года.
Умер 25 февраля (10 марта) 1905 года.

## Труды
- Лекции химии, читанные преподавателем А. Потылицыным на В. Ж. К.: Без его редакции. — Санкт-Петербург: изд. В. Пападичевой, 1879.
- О способах измерения химического сродства / [Соч.] А. Потылицына. — Санкт-Петербург: тип. В. Ф. Демакова, 1880.
- Начальный курс химии / [Соч.] А. Потылицына, проф. Ново-Александр. ин-та сел. хоз-ва и лес. — Санкт-Петербург: тип. В. Ф. Демакова, 1881.
- Состав вод, сопровождающих нефть и выбрасываемых грязными вулканами / [Соч.] А. Потылицына. [Ст. 1]. — Санкт-Петербург: тип. В. Демакова, [1882]—1883.
- О скоростях химических реакций / [Соч.] А. Потылицына. — Санкт-Петербург: тип. В. Демакова, [1883]
- О вытеснении хлора бромом и объяснение реакций, сопровождающихся поглощением тепла / [Соч.] А. Потылицына. — [Санкт-Петербург]: тип. В. Демакова, [1884].
- О гидратах хлористого кобальта и о причине изменения в цвете этой соли / [Соч.] А. Потылицына. — Санкт-Петербург: тип. В. Демакова, [1884].
- О значении теплоты образования солей при реакциях двойных разложений / [Соч.] А. Потылицына, проф. Варш. ун-та. — Варшава: тип. К. Ковалевского, 1886.
- О получении бромноватолитиевой соли // ЖРФХО. 22 (1891). — С. 392—393.